# تجمع بدو الرحيبة (غيل باوزير)
'

تعديل مصدري - تعديل

تجمع بدو الرحيبة هي إحدى قرى عزلة غيل باوزير بمديرية غيل باوزير التابعة لمحافظة حضرموت، بلغ تعداد سكانها 57 نسمة حسب تعداد اليمن لعام 2004.